# La Flaca (revista)
La Flaca: revista liberal y anticarlista, o simplemente La Flaca, fue una revista española de carácter principalmente satírico, de tendencia política republicana y federal, publicada en Barcelona durante el Sexenio Democrático, momento en que la libertad de prensa permitió este tipo de publicaciones.
Su primer número apareció el 27 de marzo de 1869. El semanario gráfico, de unas cuatro páginas, estaba escrito en castellano y tenía tirada nacional e incluso con venta a Ultramar, Francia o Italia. Sufrió diversas suspensiones y, para poder evitar la censura, la revista fue publicada bajo distintos encabezados:  La Carcajada, La Risotada, La Risa, El Lío, La Madeja, La Madeja Política.  Cesó en 1873.

## Análisis y revistas coetáneas

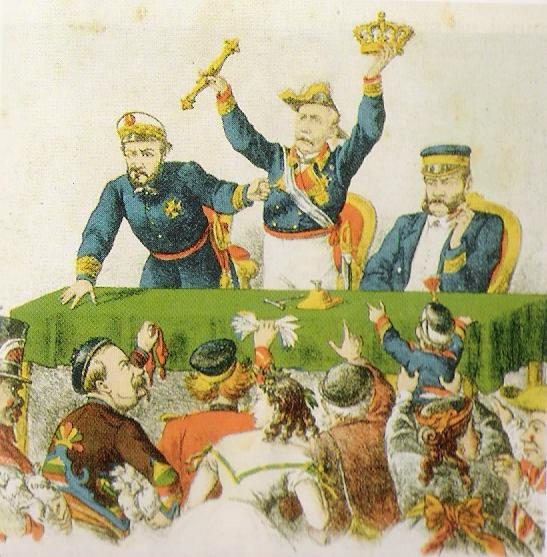
Prim, Serrano y Topete subastan los atributos del trono español, publicado en La Flaca, abril de 1869. Posterior a la Revolución de 1868.

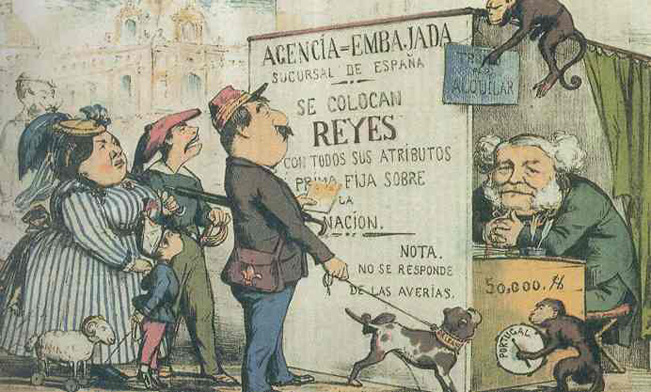
Caricatura respecto a la sucesión monárquica en la España de la época (1869). Isabel II de España aparece con un chiquillo, el futuro Alfonso XII. También lee el anuncio un carlista, con la boina roja.

El título La Flaca ironiza con la situación del pueblo español, ya que con la escuálida matrona con escudo y corona de laureles, acompañada de un león tan raquítico como ella que encabeza la portada, la imagen de la revista revisita con su peculiar perspectiva la alegoría impuesta en el siglo xix de la pareja formada por matrona y león, símbolos respectivamente de la alianza entre la monarquía y el pueblo, dando a entender gráficamente que ésta se había quedado reducida a los huesos, es decir en su mínima expresión.
Posiblemente se trata de una réplica de la publicación también satírica La Gorda, publicada en Madrid, que a pesar de subtitularse liberal era de un carácter bastante antiliberal o si se prefiere de un estilo más conservador, que surgió para competir con esta. Su estilo inspiró a publicaciones posteriores como La Mosca (1881-1883), El Motín (1881-1926) o el semanario gráfico barcelonés El Loro (1879-1885) este último con el que compartía colaboraciones de igual manera de litografías en color del mismo Tomás Padró. Publicó como Gil Blas caricaturas a doble página, pero usando lo que la calificaría de revolucionaria: el color. Comparte también amplias similitudes con la histórica revista inglesa Punch, de la misma época, en particular por sus caricaturas satíricas, aunque La Flaca estaba más centrada en las de tipo político que en la crítica social en las que se centraba Punch.
De carácter anticlerical, está considerada por diversos historiadores como la publicación más incisiva y crítica de la realidad de su tiempo. Poseía buenos colaboradores; los textos aparecían sin firmar o con pseudónimo, pero lo más destacable es la calidad de sus ilustraciones, realizadas en cuatricromía por Tomás Padró. La revista La Flaca publicó textos en prosa y en verso, con un cuerpo de texto base grande (en torno a 11 o 12 puntos), y titulines a una columna ligeramente mayores, separados por plecas bastante simples una veces y más historiadas en otras ocasiones. La calidad de su papel fue sobresaliente para la época. «Se impone por la vistosidad de sus representaciones gráficas que ocupan cada vez más espacio, saltando éstas de la cuarta página a las ya mencionadas dos páginas centrales con gran lujo de colores y formas». Las caricaturas marcaron época, fijando el estilo y el tipo de caricaturismo político español del siglo xix.

## Historia
Durante sus primeros años, La Flaca realizó una férrea oposición al general Prim, hasta que con el número 100, se suspendió la publicación en el verano de 1871. Comenzando a realizarse, sobre la base de la primera suspensión, sus cambios de nombre (La Carcajada, La Risotada, La Risa), recuperando después su título primitivo de La Flaca. A partir de 1872, al iniciarse la tercera guerra carlista, continuando publicándose bajo diversos títulos (La Madeja política, El Lío, La Madeja), se mostró claramente anticarlista, hasta el punto que aquella se convirtió en el único motivo de su existencia; dejó de publicarse al acabar la guerra, con el número «La Paz ¡bienvenida seas!».
Los primeros números de esta revista se pueden ver en la colección digital de la Biblioteca Nacional de España. La biblioteca de Ciencias de la Comunicación de la UAB tiene una colección completa.

## Galería de imágenes

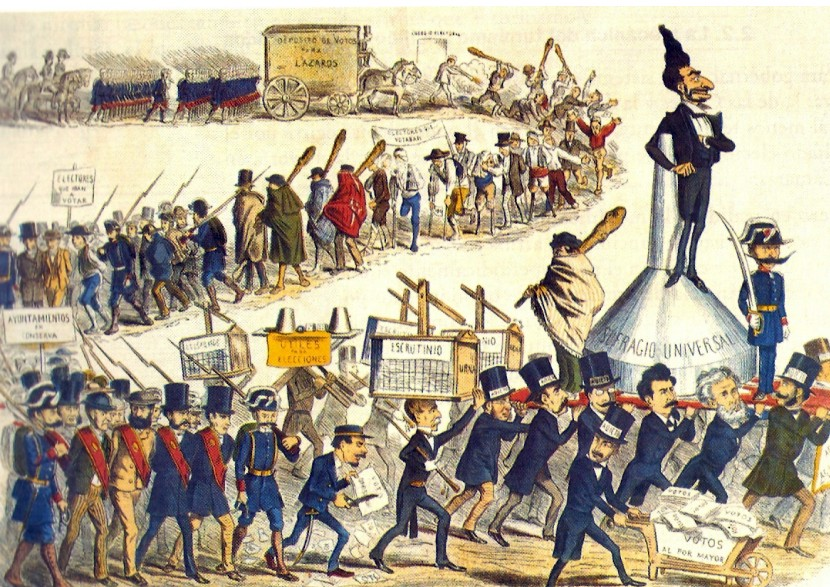
Caricatura sobre el caciquismo y el fraude electoral.
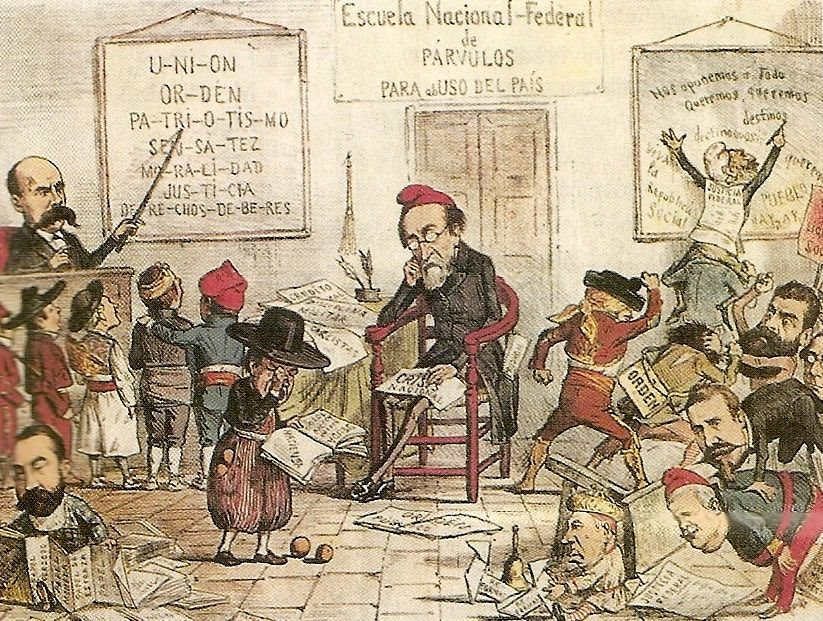
Caricatura sobre la I República. Entre los protagonistas principales: Emilio Castelar y Pi y Margall.
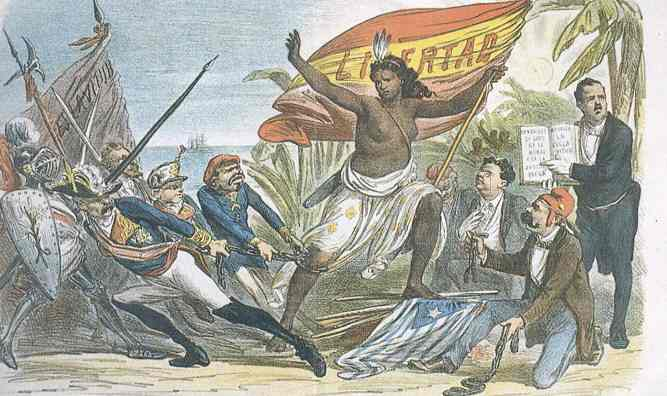
Cuba, por La Flaca, Barcelona, 16 de enero de 1873.
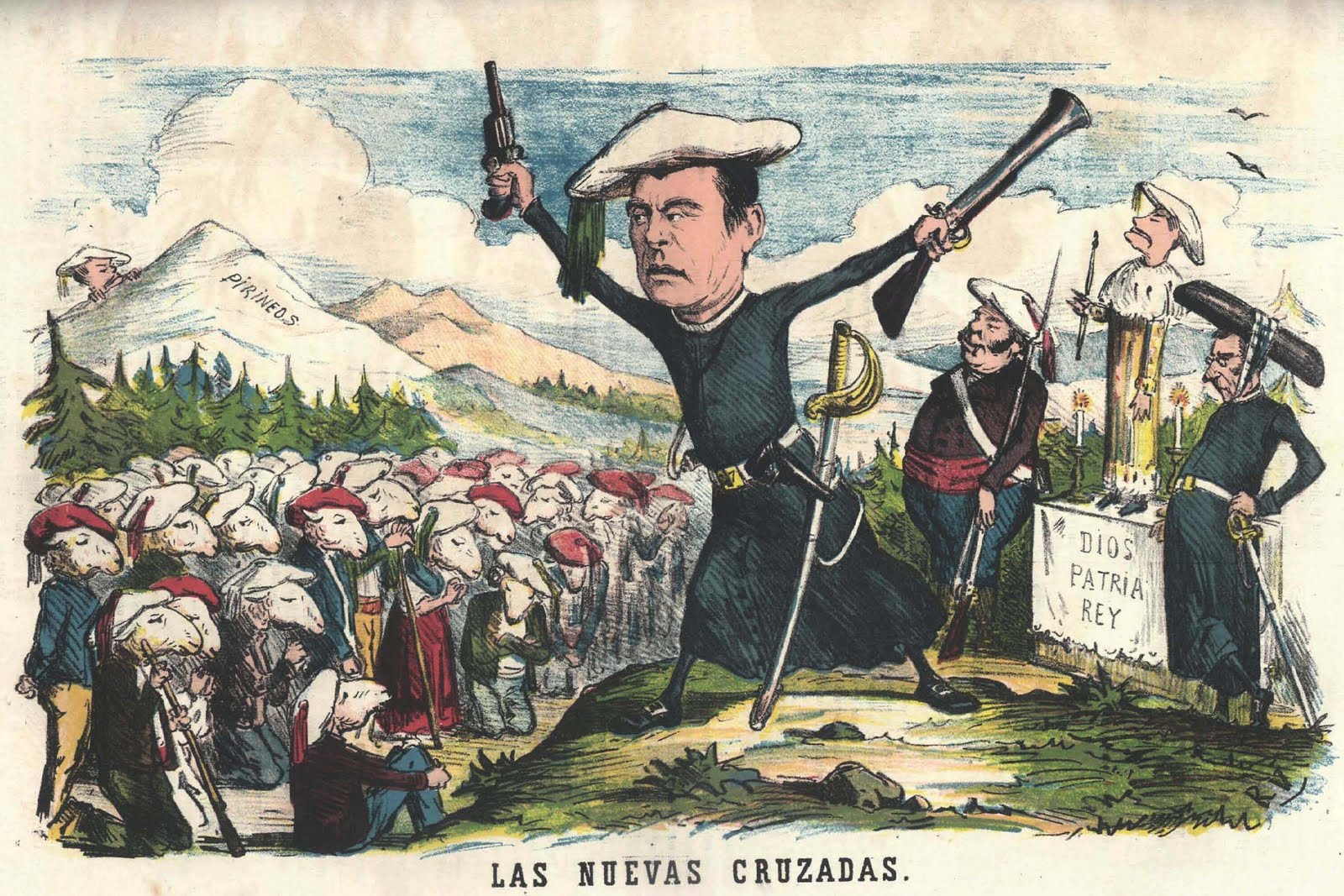
Caricatura del carlismo, personajes e ideales. La Primera República hubo de hacer frente a inicios de las terceras Guerras Carlistas.
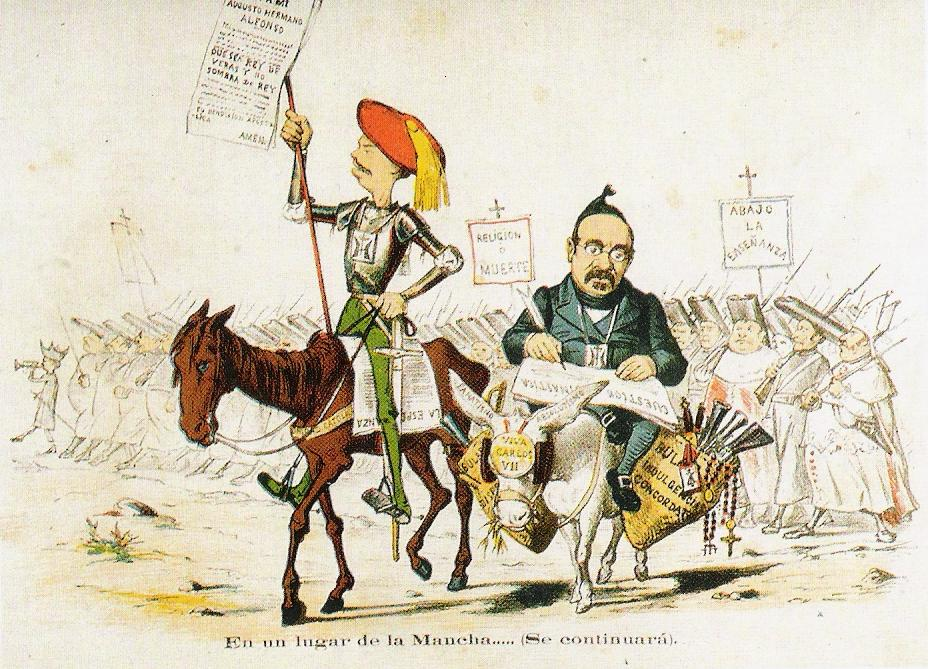
Caricatura con diversos motivos críticos, agosto de 1869. El pretendiente Carlos VII representa a Don Quijote y Aparisi y Guijarro a Sancho Panza. La jerarquía eclesiástica aparece como telón de fondo.
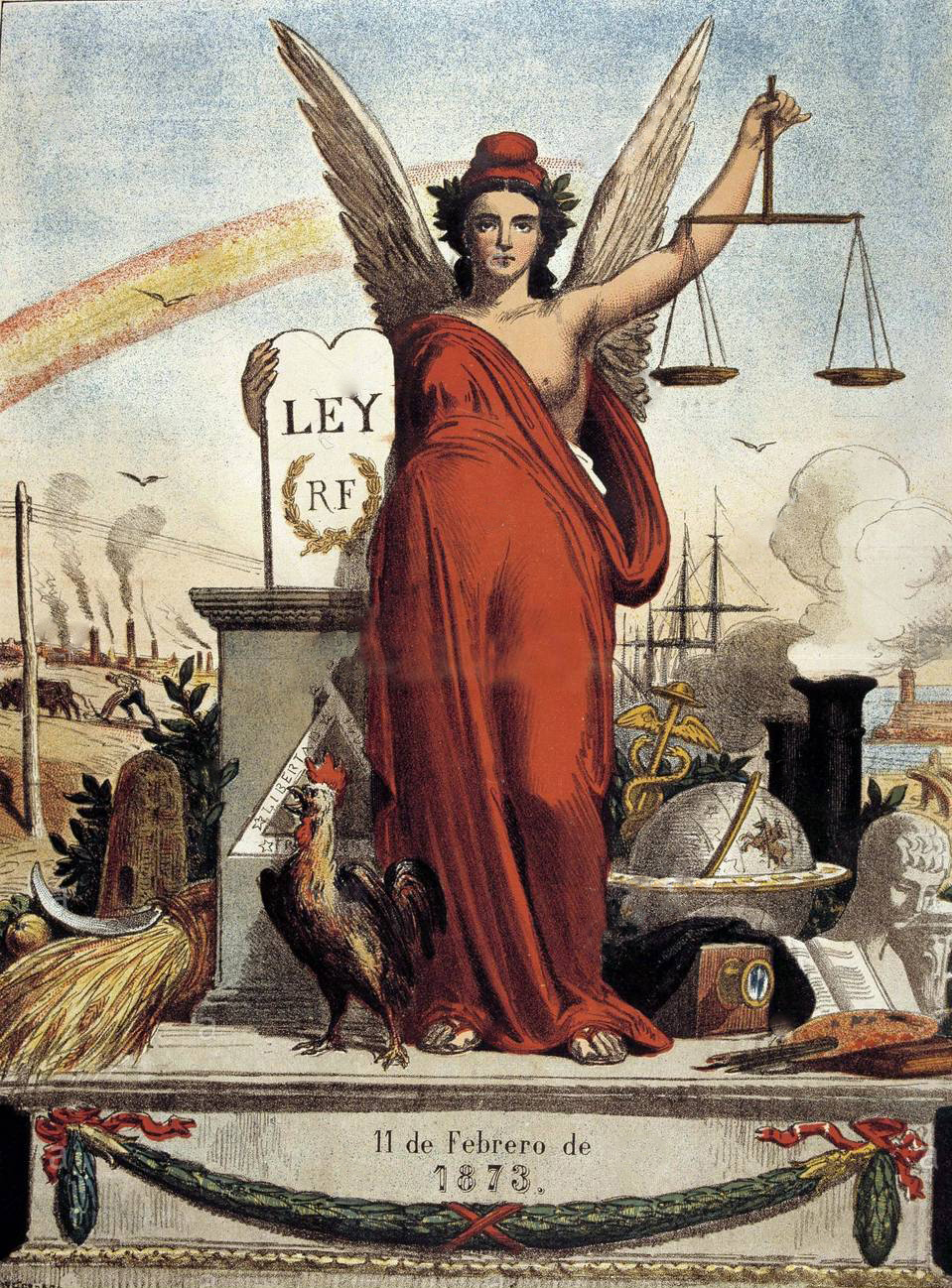
Alegoría de La Niña Bonita sobre la I República Española, al estilo de la Marianne francesa.
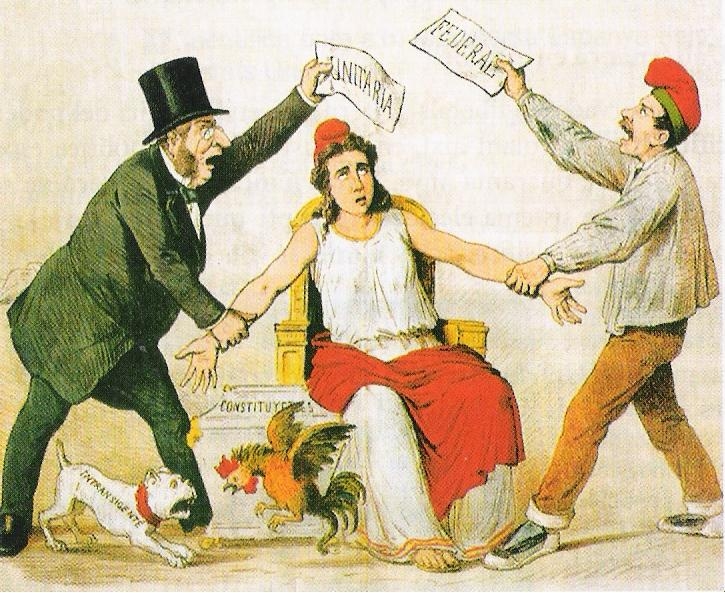
La República española entre el unitarismo o centralismo y el federalismo.